# Национални олимпијски комитет Републике Азербејџан
Национални олимпијски комитет Републике Азербејџан (азер. Azərbaycan Milli Olimpiya Komitəsi - AZMOK) је национални олимпијски комитет Азербејџана који је одговоран за промовисање олимпијских идеала и учешће њених спортиста на олимпијским играма и осталим мањим спортским догађајима. Његово седиште налази се у Бакуу.

## Историја
Национални олимпијски комитет Републике Азербејџан основан је 1992. и годину дана касније признат од стране Међународног олимпијског комитета.
Од 1997. године садашњи председник Азербејџана Илхам Алијев је председник Олимпијског комитета Азербејџана.